# Suikerpot

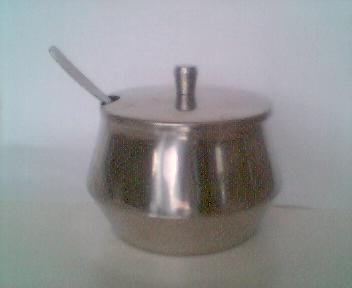
Een suikerpot met een lepeltje erin

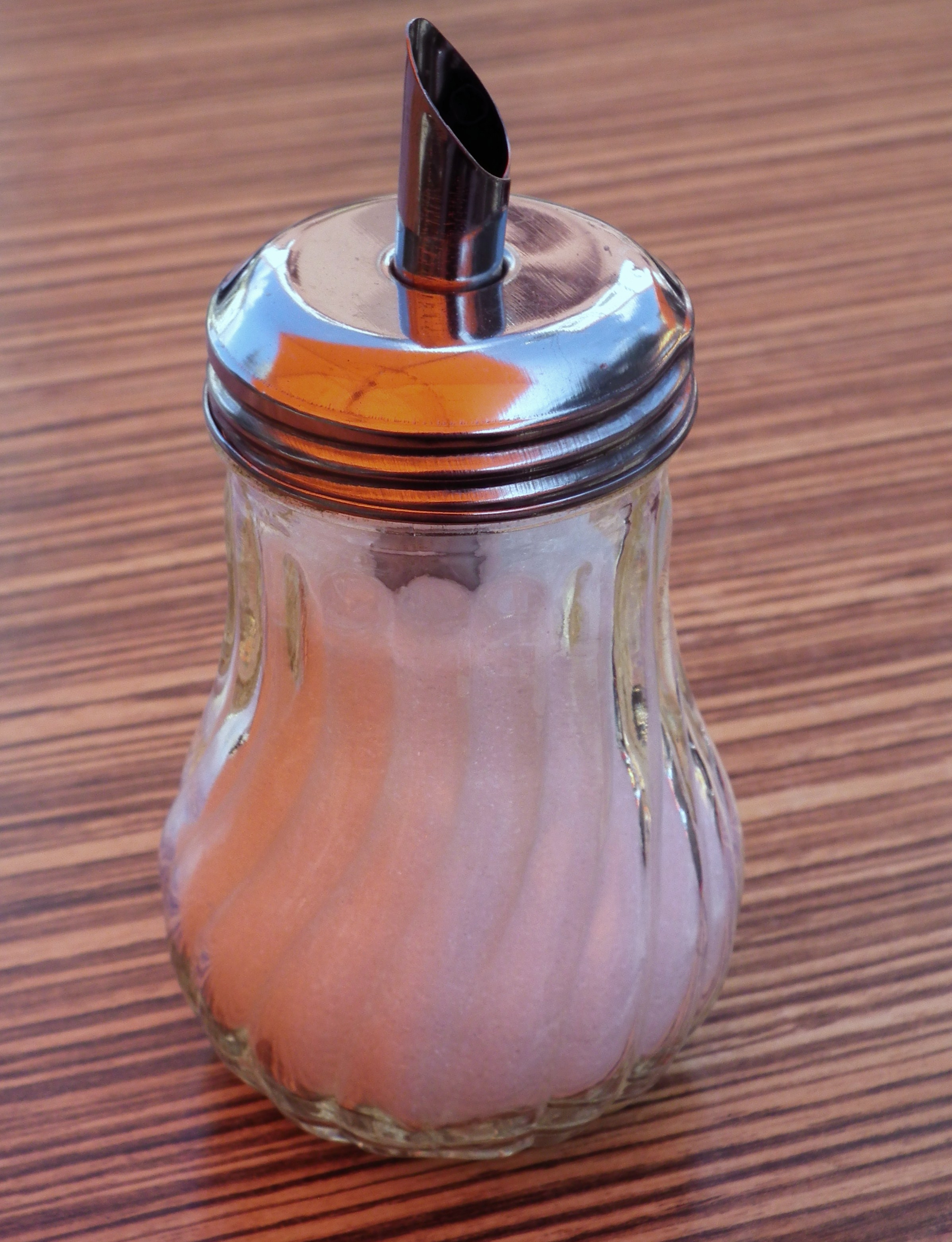
Een glazen suikerdispenser met pijpje

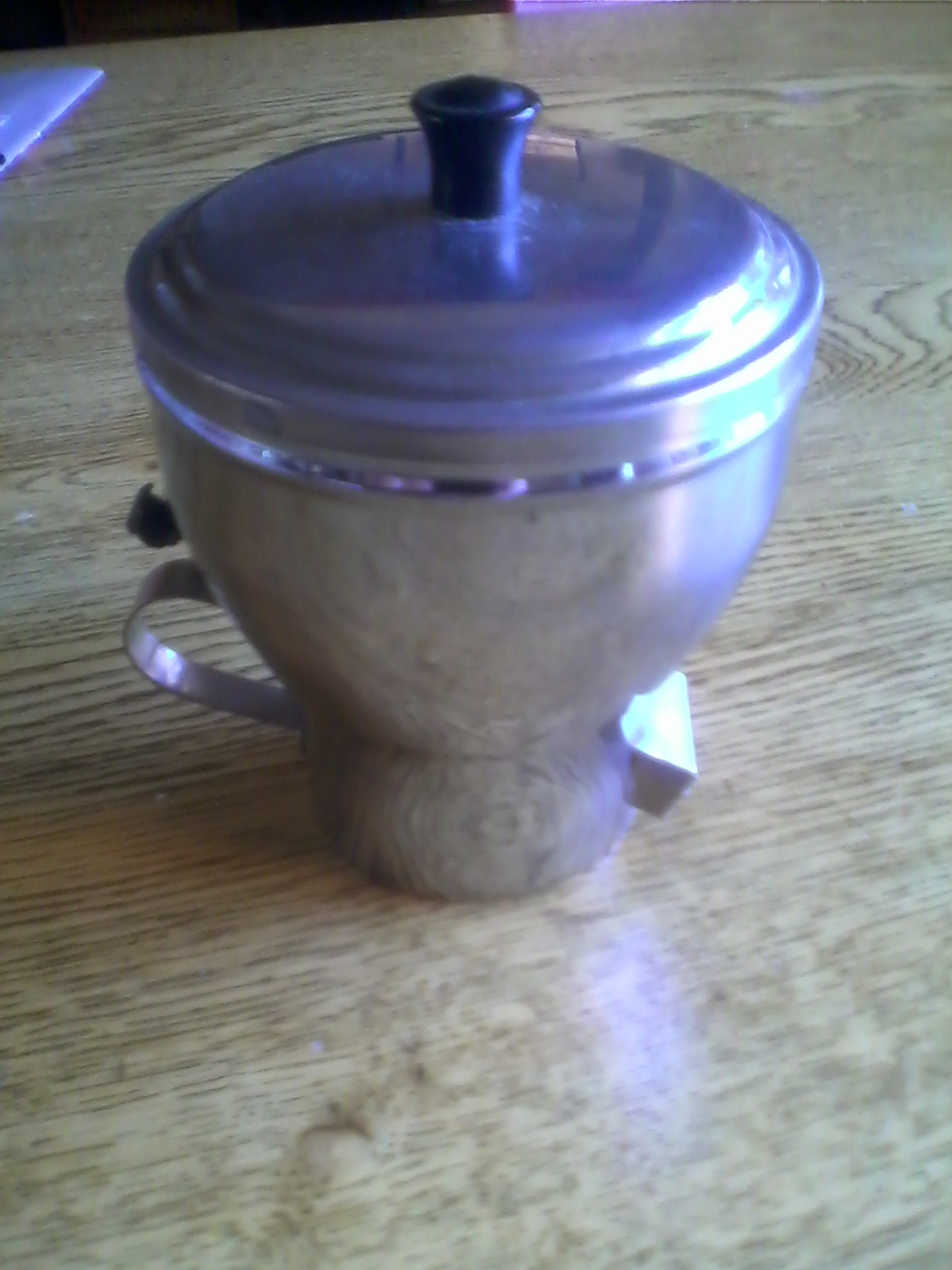
Een metalen suikerdispenser

Een suikerpot is een stuk serviesgoed dat is bedoeld om suiker in te bewaren.
Vaak laat men een lepel in de suikerpot staan en is er in de deksel van de pot hiervoor een uitsparing aangebracht.
De suikerpot hoort bij het theeservies, en komt op tafel als er koffie of thee wordt uitgeschonken, zodat eenieder zelf precies zoveel suiker in zijn kopje kan doen als gewenst. Voor de koffietafel is er vaak ook nog een bijbehorend melkkannetje.

## Suikerdispenser
Een variant op de suikerpot is de suikerdispenser: een suikerpot waarmee zonder lepeltje de suiker gedoseerd en uitgestrooid kan worden. Die komt voor als:
- een meestal glazen pot met een vastgeschroefde deksel waardoorheen een pijpje steekt.
- een meestal metalen pot met een drukknop om een schepje suiker er onder uit te laten komen.